# گریگوری لیکا
گریگوری لیکا (انگلیسی: Grégory Leca؛ زادهٔ ۲۲ اوت ۱۹۸۰) بازیکن فوتبال اهل فرانسه است.
از باشگاه‌هایی که در آن بازی کرده‌است می‌توان به باشگاه فوتبال کان و باشگاه فوتبال متس اشاره کرد.
وی همچنین در تیم ملی فوتبال Corsica بازی کرده‌است.